# Сага об Олаве Тихом
«Сага о Олаве Тихом» или «Сага об Олаве Спокойном» (исл. Ólafs saga kyrra) — произведение средневековой исландской литературы, созданное в XIII веке. Одна из «королевских саг», вошедших в сборник «Круг Земной», который традиционно приписывают Снорри Стурлусону. Рассказывает об Олаве III Тихом, правившем Норвегией в 1067—1093 годах. Этот конунг был соправителем своего старшего брата Магнуса II, а после его смерти установил власть над всей Норвегией. Он основывал города и строил церкви, а войн в отличие от отца не вёл. Из-за этого «Сага об Олаве Тихом» оказалась самой короткой в «Круге Земном». В ней не упоминается ни одного политического события: есть только короткие сообщения о строительстве храмов, о чудесах Олава Святого и о новых обычаях, пришедших в Норвегию с юга.
Автор саги использовал в своей работе более ранние произведения того же жанра — «Красивую кожу», «Обзор саг о норвежских конунгах». Кроме того, его источниками были скальдические стихи, которые он вставлял в текст.